# 十字鎬

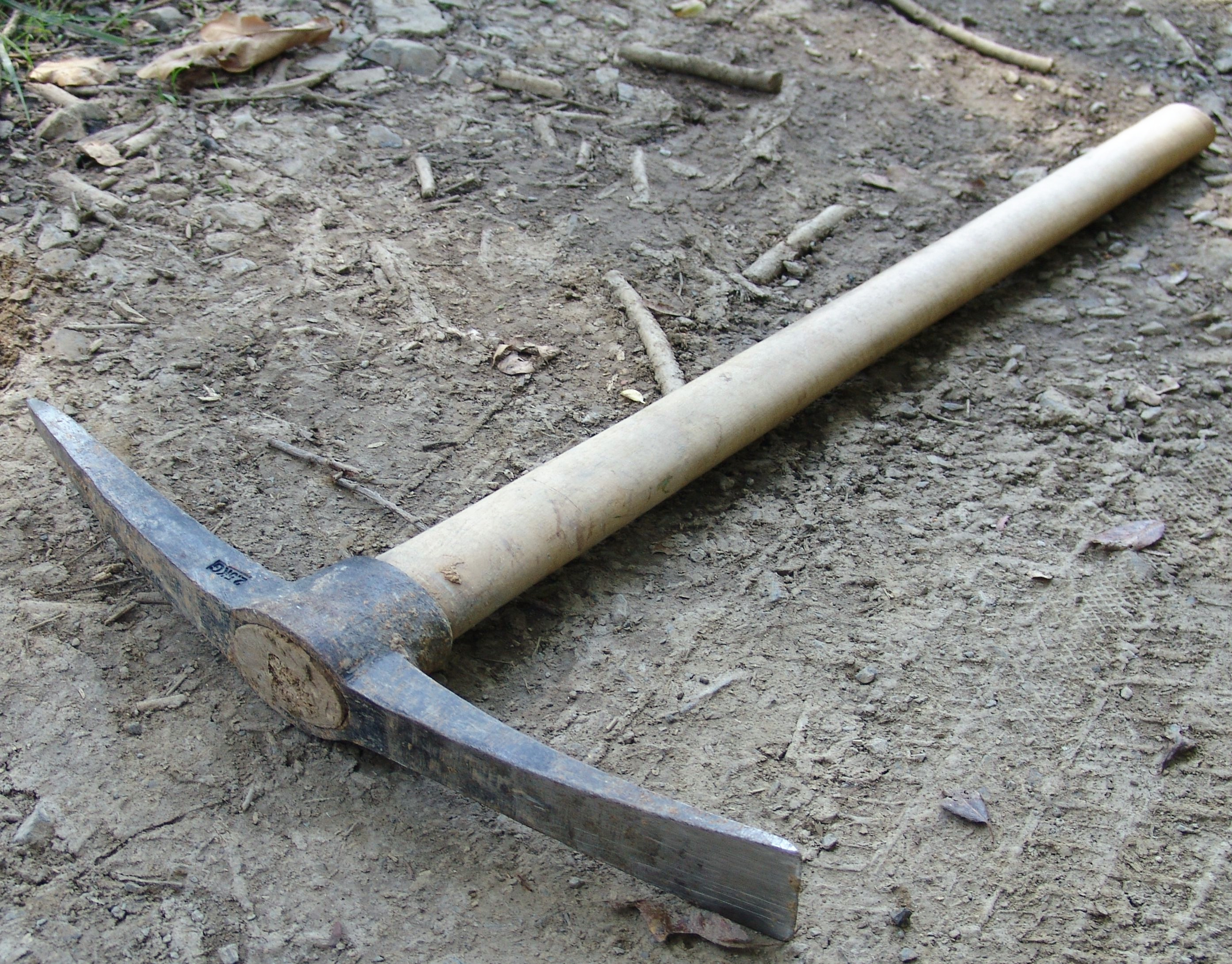
鶴嘴鋤形貌

十字鎬，亦稱鶴觜鋤、鶴嘴鎬、翻啄、十字鍬、十字鶴嘴鎬，一頭像鶴嘴的鋤頭。是一種園藝挖掘土石用的工具。鶴嘴鋤於中國古而有之，一頭尖一頭扁平，中間裝著木柄。

## 相關記載
- 清·曹寅《可亭過訪即事口占》：「藥囿閒拋鶴觜鋤，親情還摘雪畦蔬。」